# Lancastersundet
Lancastersundet (inuktitut ᑕᓗᕆᑐᑉ ᑕᕆᖓ Talluritup Tariunga; engelska: Lancaster Sound) är ett sund i Qikiqtaaluk, Nunavut, Kanada. Den ligger mellan Devonön och Baffinön och utgör den östra delen av Nordvästpassagen. Öster om sundet ligger Baffinbukten, i väster ligger Viscount Melvillesundet. Längre västerut ligger McClures sund som för ut i Norra ishavet.
Lancastersundet namngavs år 1616 av upptäcktsresanden William Baffin efter Sir James Lancaster, en av hans forskningsexpeditions tre huvudsakliga finansiella sponsorer. Den misslyckade expeditionen av den brittiska upptäcktsresanden John Ross 1818 slutade när han såg vad han trodde var bergen som blockerade slutet av Lancastersundet. Sundet kartlades med flyg från 1930-talet fram till slutet av 1950-talet. Av ren tillfällighet användes en konverterad Avro Lancaster, ett tungt bombplan från andra världskriget, för att slutföra kartläggningsprogrammet.